# Henkel
Henkel es una empresa alemana manufacturera de productos químicos comerciales e industriales con sede en Düsseldorf, Alemania.

## Historia
La empresa fue fundada en 1876 en Aquisgrán por el empresario Fritz Henkel junto con otros dos socios con el nombre de Henkel & Cie. El primer producto comercializado fue el detergente Universalwaschmittel, compuesto principalmente por silicato.
En 1878, Henkel trasladó la sede de su empresa a Düsseldorf para aprovechar la cercanía a las zonas industriales de los ríos Rin y Ruhr donde se localizaba el centro de la actividad industrial del Imperio Alemán en el siglo XIX. En ese mismo año, su empresa desarrolló un detergente blanqueador a base de sosa denominado Bleich-Soda. Al año siguiente, Henkel se convirtió en el único propietario de la empresa. Una de las marcas más conocidas de Henkel, el detergente Persil, fue creado en 1907 y desde entonces sigue produciéndose.
En 1883, la empresa amplió su lista de productos comercializados añadiendo tintes, detergentes líquidos y pomadas para el cabello. En 1888, la empresa inauguró una oficina de ventas en Austria y cinco años más tarde estableció nexos comerciales con Inglaterra e Italia. En 1892, uno de los hijos de Fritz Henkel, Fritz Henkel Jr., comenzó a trabajar en la empresa y se encargó principalmente de la publicidad de los productos, mientras que el hijo más joven, Hugo, comenzó su carrera en la empresa en 1905 encargándose de la sistematización del reparto.
El 16 de abril de 1945 cuando finalizaba la Segunda Guerra Mundial, las tropas estadounidenses ocuparon y tomaron el mando de la fábrica de Henkel en Düsseldorf para después traspasar el control al mando militar británico el 6 de junio del mismo año. Poco después, el 20 de julio, el mando militar británico permitió la producción de adhesivos, vasos de vidrio, así como jabones, detergentes y cera para zapatos. El 20 de septiembre del mismo año cinco miembros de la familia Henkel, así como siete miembros de la junta de mantenimiento y de supervisión fueron reasignados a sus cargos.
En 1954, Dreiring, una subsidiaria de Henkel, lanzó el jabón de tocador Fa. Desde la década de 1970 se han producido desodorantes y geles para ducha con el nombre de esta marca. Otro producto conocido de Henkel es el adhesivo en barra Pritt, producido por primera vez en 1969.
Las más importantes adquisiciones realizadas por Henkel fueron las de Schwarzkopf en 1996 y la de Dial Corporation en 2004; la primera es fabricante de productos para el cuidado del cabello y la segunda en productos de cuidado personal y limpieza del hogar.

## Divisiones corporativas
Sus operaciones están divididas en tres segmentos:
- Limpieza y cuidado del hogar: Esta división corporativa se encarga de la producción de detergentes en polvo, detergentes para lavavajillas, suavizantes y productos de limpieza.
- Cuidado de la Belleza: Esta división tiene un amplio portafolio de productos cosméticos, que se dividen en 5 mega categorías: Cuidado del Cabello, Cuidado Corporal, Cuidado de la Piel, Cuidado Oral y Fragancias. La categoría del cuidado del cabello es la más extensa, bajo el endorser Schwarzkopf, que cubre desde (a) Cuidado Básico: productos de limpieza como champús, cuidado básico como post-champús, y otros más especializados como tratamientos; (b) Color:  tintes,(c) peinado:  geles, lacas, mousses, entre otros. La otra gran categoría es Cuidado Corporal con marcas como Fa y Dial, se encuentran desde desodorantes, jabones de tocador, pasando por geles de ducha, hasta lociones corporales.

- Adhesivos: Esta división se encarga de la producción de adhesivos instantáneos, Los Adhesivos Instantáneos o cianocrilatos curan muy rápidamente cuando están comprimidos entre superficies. La humedad superficial de los sustratos activa el curado, que se traslada de las superficies hacia el centro de la unión adhesiva. Los cianocrilatos son ideales para unir piezas pequeñas con el fin de lograr una fijacion extremadamente rápida. Ejemplos ( Loctite 401 - Loctite 495 - Loctite AA 312 - Loctite 4851 ).